# Yui Sakurai
Yui Sakurai (jap. 櫻井 優衣 Sakurai Yui; ur. 21 lutego 2000 w Tokio) – japońska idolka i modelka. Członkini grupy idolek FRUITS ZIPPER oraz była członkini Pink Babies, MyDearDarlin', BlooDye i momograci.

## Życiorys
20 października 2013 roku zadebiutowała jako członkini wokalno-tanecznej grupy Pink Babies, utworzonej w oparciu o koncepcję śpiewania piosenek duetu Pink Lady. 9 kwietnia 2017 Yui ukończyła Pink Babies po rozwiązaniu grupy.
W 2016 roku była półfinalistką „Miss iD2017”.
28 - 30 kwietnia 2018 asystowała gospodarzowi wydarzenia Go Yoshidzie podczas „NARA MINARA IDOL FES”, które odbyło się w M! Nara w Narze. 24 lipca tego samego roku ukazał się jej pierwszy solowy singel „Koi wa Lemon Iro” (恋はレモン色).
20 września 2019 roku Sakurai i członkinie wybrane w przesłuchaniu ogłosiły utworzenie siostrzanej grupy FES☆TIVE. 4 stycznia 2020 utworzono MyDearDarlin'. Jednak 5 czerwca Yui ogłosiła swoje odejście z grupy. Ukończyła MyDearDarlin' 16 lipca 2020 roku.
4 grudnia 2020 roku dołączyła do grupy BlooDye jako nowa członkini. 22 sierpnia 2021 roku ogłoszono zakończenie działalności w obecnym systemie grupy. 18 marca 2022 ogłosiła ukończenie BlooDye.
17 kwietnia 2021 wydała singel „Boku Ga Kimi Ni Koishita Wake” (僕が君に恋した理由) jako solowa artystka.
W sierpniu 2021 roku została członkinią pierwszej edycji „bis LEADERS”, wspólnego projektu magazynu o modzie bis (Kobunsha) i itSnap.
3 października 2021 dołączył do momograci jako tymczasowa członkini. Jej ostatni koncert odbył się 28 listopada 2021 roku.
1 grudnia 2021 roku ogłosiła dołączenie do ASOBISYSTEM.
22 lutego 2022 roku została członkinią grupy idolek FRUITS ZIPPER, zrodzonej z nowego projektu ASOBISYSTEM KAWAII LAB.. 24 kwietnia tego samego roku zadebiutowała podczas wspólnego wydarzenia urodzinowego „FRUITS ZIPPER Yui Sakurai/Mana Manaka/Karen Matsumoto gōdō seitan-sai” (FRUITS ZIPPER 櫻井優衣/真中まな/松本かれん 合同生誕祭) w Ebisu CreAto.
2 maja 2023 ukazała się jej pierwsza cyfrowa fotoksiążka ze zdjęciami w kostiumach kąpielowych.
20 lutego 2024 roku została wydana jej pierwsza fotoksiążka. 3 maja wzięła udział w pokazie mody „Rakuten GirlsAward 2024 SPRING/SUMMER”. 20 października ukazał się jej trzeci solowy singel „Unfairly KawaYui” (ずるい、かわゆい).

## Informacje
Jest fanką Hello! Project w wywiadzie powiedziała, że wywarł on na nią największy wpływ. Jest także wielką fanką byłej piosenkarki ℃-ute Airi Suzuki.

## Dyskografia

### Solowy singel
| Tytuł                                                                                             | Data wydania         | Wytwórnia               | Najwyższa pozycja | Uwagi          | Przy.  |
| Tytuł                                                                                             | Data wydania         | Wytwórnia               | JPN (Oricon)      | Uwagi          | Przy.  |
| ------------------------------------------------------------------------------------------------- | -------------------- | ----------------------- | ----------------- | -------------- | ------ |
| „Koi wa Lemon Iro” (恋はレモン色)                                                                 | 24 lipca 2018        | ASTRAIA                 | 49                |                | [ 27 ] |
| „Boku Ga Kimi Ni Koishita Wake” (僕が君に恋した理由)                                              | 17 kwietnia 2021     | LDH Records             | —                 | Cyfrowy singel | [ 28 ] |
| „Unfairly KawaYui” (ずるい、かわゆい)                                                             | 20 października 2024 | ASOBIMUSIC, Rebrast,inc | —                 | Cyfrowy singel | [ 24 ] |
| „—” oznacza wydania, które nie trafiły na listy przebojów lub nie zostały wydane w danym regionie |                      |                         |                   |                |        |

## Wydania

### Magazyn
- „bis LEADERS” (sierpień 2021 -, Kobunsha)[15]

### Cyfrowa fotoksiążka
- „Mintona kanojo” (ミントな彼女) (2 maja 2023, Futabasha)[21]
- „Gārufurendo” (ガールフレンド) (7 czerwca 2023, Kobunsha)[29]
- „Kimi no Egao ga Gendōryoku” (キミの笑顔が原動力) (12 stycznia 2024, Tokyo News Service)[30]

### Fotoksiążka
- YUi (20 lutego 2024, Kobunsha)[31]